# Джеймс, Тамара
Тамара Джеймс (англ. Tamara James; род. 13 июня 1984 года в Дейния-Бич, штат Флорида, США) — американская профессиональная баскетболистка, выступавшая в женской национальной баскетбольной ассоциации. Была выбрана на драфте ВНБА 2006 года в первом раунде под общим восьмым номером командой «Вашингтон Мистикс». Играла на позиции атакующего защитника и лёгкого форварда.

## Ранние годы
Тамара Джеймс родилась 13 июня 1984 года в небольшом городке Дейния-Бич, штат Флорида, а училась в соседнем городе Холливуд в средней школе Саут-Брауард, в которой выступала за местную баскетбольную команду.